# 2041年11月8日月食
2041年11月8日月食为一次將在协调世界时2041年11月8日出現的月偏食。該次月食半影食分為1.191、全影食分為0.175。偏食維持了46分。

## 概述
這次月食的食分是2.89，偏食維持了46分。

## 基本參數
- 類型：月偏食
- 食甚資料：
  - 日期：2041年11月8日
  - 時間：4:33
  - 月球位置：赤經2.89度、赤緯17.5度
  - 食分：半影食分：1.191、全影食分：0.175
  - 持續時間：偏食46分

## 外部連結
- NASA月食專頁（页面存档备份，存于）（英文）